# Tetrafluoruro de uranio
Tetrafluoruro de Uranio (UF4) es compuesto de uranio sólido cristalino verde con una insignificante presión de vapor y muy baja solubilidad en agua. El uranio en su estado tetravalente es muy importante en diferentes procesos tecnológicos. En la industria de refinación del uranio se le conoce como sal verde.
UF4 es generalmente el intermediario en la conversión de hexafluoruro de uranio (UF6) a óxidos de uranio (U3O8 o UO2) o uranio metálico. Se forma por la reacción de UF6 con hidrógeno gaseoso en un reactor vertical de forma cilíndrica, o a través de la activación de Fluoruro de hidrógeno sobre dióxido de uranio. El UF4 es menos estable que los óxidos de uranio y a temperatura ambiente reacciona lentamente con la humedad formando UO2 y HF, que son muy corrosivos.